# براسه برنسترم
براسه برنسترم (سوئدی: Brasse Brännström؛ ۲۷ فوریهٔ ۱۹۴۵ – ۲۹ اوت ۲۰۱۴) که نام واقعی او لارش ایریک برنسترم (سوئدی: Lars Erik Brännström) بود، بازیگر و کمدین سوئدی بود. برنسترم به مدرسه موسیقی آدولف فردریک رفت.
از فیلم‌هایی که وی در آن نقش داشته‌است، می‌توان پی و بی را نام برد.